# Єльмсторф
Єльмсторф (нім. Jelmstorf) — громада в Німеччині, розташована в землі Нижня Саксонія. Входить до складу району Ільцен. Складова частина об'єднання громад Бефензен-Ебсторф.
Площа — 13,71 км2. Населення становить 750 ос. (станом на 31 грудня 2021).